# Cryptocarya minutifolia
Cryptocarya minutifolia är en lagerväxtart som beskrevs av C. K. Allen. Cryptocarya minutifolia ingår i släktet Cryptocarya och familjen lagerväxter. Inga underarter finns listade i Catalogue of Life.